# Berke Balázs
Berke Balázs (Blasius Berke) (Felsőszentbenedek, 1754 – Nemespátró, 1821) szlovén evangélikus prédikátor, egyházi író.
Kancsóci (később Felsőszentbenedek, ma Kančevci) születésű evangélikus lelkész. Iskoláit Nemescsóban és Sopronban végezte. 1779. október 30-án iratkozott be a wittenbergi egyetemre, és 1782 szeptemberében tért onnan vissza hazájába. 1783-ban Battyándon szentelték fel evangélikus lelkésznek. 1787-1792 között Nemespátró prédikátora. Miután felesége gyermekszülésben meghalt, Őrihodosra ment, ahol 1792 és 1805 között az ottani szlovén-magyar evangélikus gyülekezet pásztora volt, illetve a környező szlovén falvakat is irányította. 1821-ben halt meg Nemespátrón. Néhány latin és vend nyelven írt munkája maradt fenn.

## Munkái
- Ode Saphica honori ac venerationi Adami Farkas solemnia suis nominis celebrantis. Sopronii, 1777
- Dühovne peszmi piszane po Berke Balázsi vu Nemes Csobi, 1768-69